# Cetiya

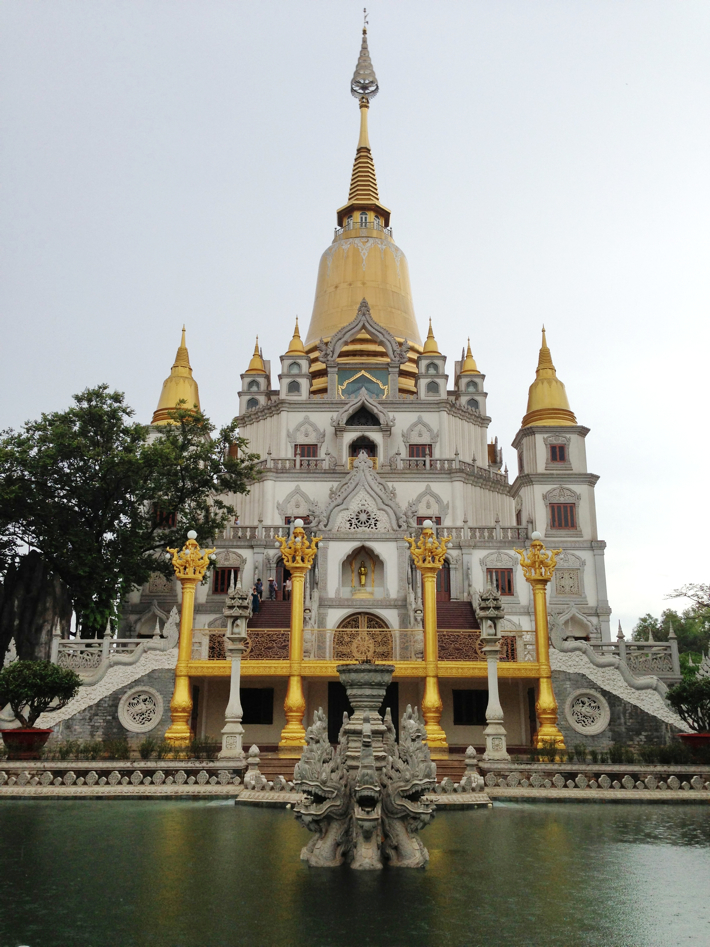
Bảo tháp Gotama Cetiya ở chùa Bửu Long

Cetiya (tiếng Phạn: Caitya, có nghĩa là "lời nhắc nhở" hay "đài tưởng niệm", dịch nghĩa tiếng Việt có nghĩa là bảo tháp) là những di vật và di chỉ, địa điểm được các Phật tử sử dụng để tưởng nhớ Đức Phật Cồ Đàm (Gautama). Theo Damrong Rajanubhab thì có bốn loại được phân biệt trong Kinh điển Pāli: "Xá lợi (Dhatu), Tưởng niệm (Paribhoga), Phật Pháp (Dhamma) và Tháp thờ cúng (Udesaka). Trong cộng đồng Phật giáo thế giới, có sáu loại tháp căn bản gồm Tháp xá lợi (Dhātu cetiya), Tháp tưởng niệm (Paribhoga cetiya), Tháp thờ vật dụng, Tháp giáo pháp (Dhamma cetiya), Tháp thờ cúng (Udesaka cetiya) và Tháp biểu tượng. 
Ngược lại, Griswold nói rằng ba loại là truyền thống và loại thứ tư là Phật Pháp, được thêm vào sau này để nhắc nhở các nhà sư rằng ký ức thực sự về Đức Phật Cồ Đàm có thể được nhận ra trong những lời dạy của ngài. Mặc dù những điều này có thể được hiểu một cách rộng rãi là biểu tượng Phật giáo, nhưng sự nhấn mạnh có xu hướng là mối liên hệ lịch sử với Đức Phật chứ không phải là yếu tố siêu hình. Ở Ấn Độ thời kỳ tiền Phật giáo thì Caitya là thuật ngữ chỉ một ngôi đền hoặc thánh địa trong cảnh quan, nói chung là ở ngoài trời, nơi sinh sống hoặc linh thiêng của một vị thần cụ thể. Trong Kinh điển Mahāyāna Mahāparinirvāṇa Sūtra, vào lúc gần cuối đời, Đức Phật nhận xét Ananda rằng các loại vỏ khác nhau quanh Vaishali thật đẹp làm sao. 